# Juvelerernes Skræk
Juvelerernes Skræk er en dansk stumfilm fra 1915, der er instrueret af Alexander Christian efter manuskript af Carl Th. Dreyer.

## Handling
En frygtelig forbryder hærger byen dobbelt frygteligt, fordi han intet sted efterlader noget spor, der kan give politiet nogetsomhelst vink med hensyn til, hvem han er, hvordan han ser ud, eller hvor han opholder sig. Han har dynget forbrydelse på forbrydelse, uden at politiet er nået et skridt videre. Ved hver forbrydelse har gerningsmanden efterladt en mærkelig hilsen; aftrykket af en skelethånd. I erkendelse af at stå magtesløs overfor denne uhyggelige modstander, tilkalder politiet den berømte privatdetektiv Tom Atkins.
Bag psedonymet "Skelethånden" skjuler sig en inder, der fornylig er kommen til byen og under navnet John Vermiel bebor et palæ i et af byens fornemste kvarterer. I palæets bagside har Vermiel ladet indrette en hemmelig udgang, så at han ad denne vej kan slippe til og fra sit tilflugtssted. Da Vermiel erfarer, at privatdetektiven er tilkaldt, udtænker han en plan, og det lykkes af fange detektiven i en udspekuleret fælde. I sidste øjeblik undslipper detektiven sin dødsfælde og kan nu koncentrere sig om at fange Vermiel.
Da detektiven lå bundet i kælderen under Vermiels palæ, overhørte han, at Vermiel vil holde et møde på et gammelt teglværk. Detektiven klæder sig ud som vagabond og skjuler sig under tagspærene - og erfarer til mødet, at Vermiel planlægger at plyndre en af byens største juvelererforretninger. Vermiel opdager nu 'vagabonden' men gennemskuer ikke hans forklædning. Han føler sig dog ikke sikker og beder et par håndlangere holde øje med ham. Detektiven laver et optrin og kommer med en politidroske på stationen. Her kan han tage forklædningen af sig og fortælle om Vermiels planer. Vermiel kommer nu i politiets varetægt, men glæden varer kun kort, thi en halv time efter, at John Vermiel er bleven lukket ind i sin celle, er det allerede lykkedes ham at flygte, og jagten kan begynde forfra.

## Medvirkende
- Aage Hertel - John Vermiel, "Skelethaanden"
- Alf Blütecher - Tom Atkins, detektiv
- Frederik Jacobsen - Burns, opdagelsespolitiets chef
- Aage Lorentzen
- Peter Jørgensen